# Polysacharide

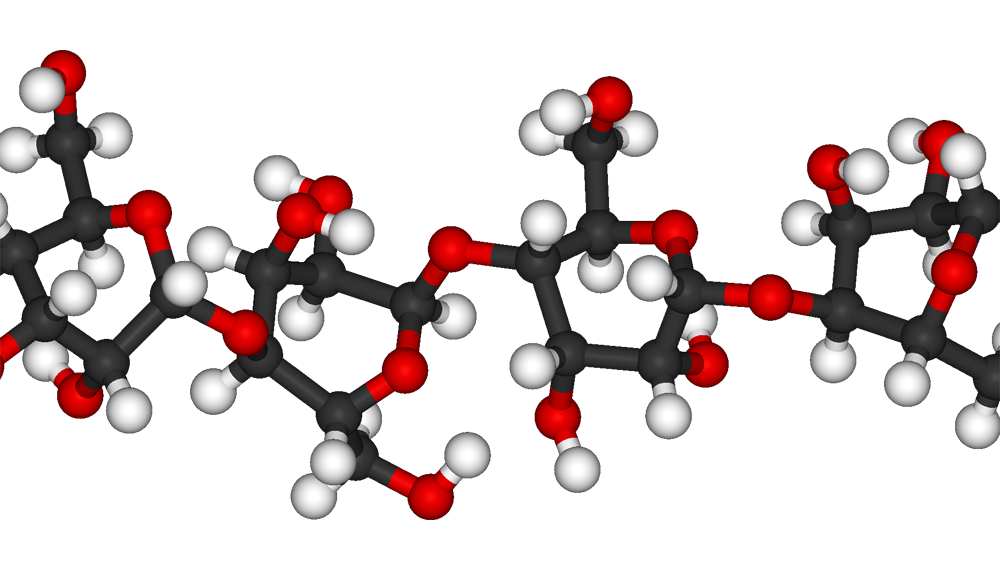
Molecuulmodel van cellulose

Polysachariden zijn koolhydraten die zijn opgebouwd uit tien of meer monosacharide-eenheden. Deze biologische polymeren kunnen zowel lineair als vertakt zijn en kunnen zowel uit een reeks identieke monomeren, bijvoorbeeld cellulose, als uit een reeks verschillende monomeren bestaan, bijvoorbeeld pectine.
Polysachariden zijn over het algemeen onoplosbaar in water, maar als er ethanol aan het water wordt toegevoegd kunnen ze wel oplossen.
Verschillende polysachariden:
- zetmeel
  - amylose: lineair, glucose α1→4
  - amylopectine: vertakt, amyloseketens, onderling verbonden met α1-6 bindingen
- fructaan, een polymeer van fructose
- cellulose: lineair, glucose β1→4
- chitine: lineair, N-acetyl glucosamine β1→4
- pectine: vertakt, veresterd D-galacturonzuur α1→4
- pentosaan: in water oplosbare polysachariden
- agaragar
- galactomannaan zoals Guargom, Johannesbroodpitmeel
- alginaat
- glycogeen
- inuline